# 734
734 (DCCXXXIV) fue un año común comenzado en viernes del calendario juliano, en vigor en aquella fecha.

## Acontecimientos
- Batalla del Boarn, entre los francos bajo el mando de Carlos Martel y los frisones del rey Poppo.
- 14 de mayo (sexto año de la era Tenpyo): en la provincia de Kinai un violento terremoto (con epicentro desconocido) deja «muchos muertos».